# Северо-Бенгальский университет

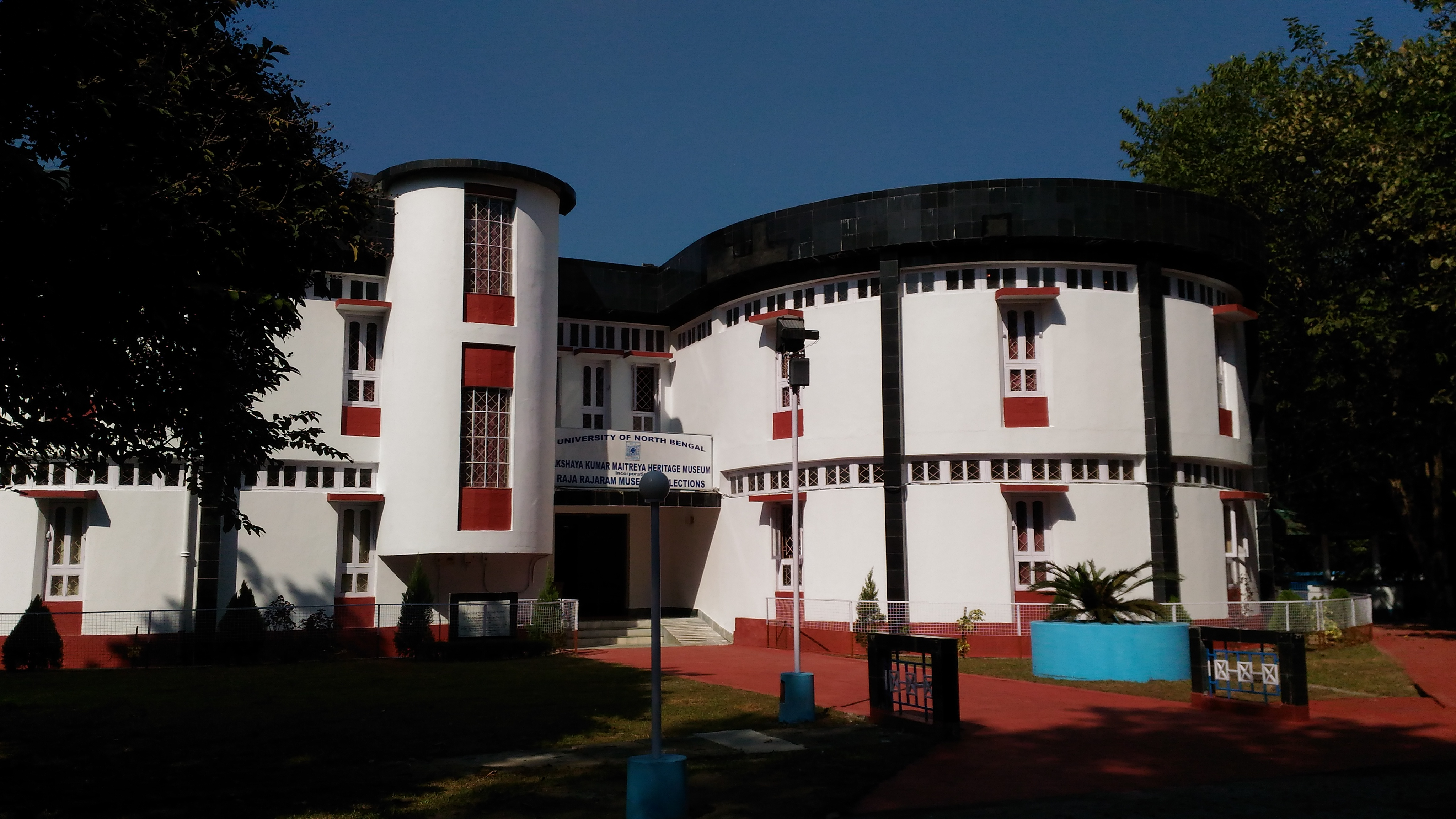
Здание музея Северо-Бенгальского университета

Северо-Бенгальский университет (англ. University of North Bengal, бенг. উত্তরবঙ্গ বিশ্ববিদ্যালয়) — государственный университет в Индии. Расположен в городе Силигури, округ Дарджилинг, Западная Бенгалия. Аффилированные колледжи имеются в трёх округах: Куч-Бихар, Джалпайгури и Дарджилинг. Основан в 1962 году с целью удовлетворить растущую потребность в специалистах в Северной Бенгалии и Сиккиме.
В университете имеются 23 кафедры в составе двух факультетов. Кампус расположен между Силигури и аэропортом Багдогра. Площадь кампуса составляет 1,3 км². В университете проходят обучение более 36 000 студентов, большинство из Западной Бенгалии, Сиккима, Бихара, Непала, Бутана и Бангладеш.
Среди известных выпускников университета: премьер-министр Бутана Ешей Зимба и кришнаитский гуру Бхактичару Свами.